# NGC 7468
NGC 7468 este o galaxie situată în constelația Pegas. A fost descoperită în 15 octombrie 1784 de către William Herschel. Se află la o distanță de 30,7 de megaparseci de Pământ.